# Liste der Naturdenkmale in Battweiler
Die Liste der Naturdenkmale in Battweiler nennt die im Gemeindegebiet von Battweiler ausgewiesenen Naturdenkmale (Stand 23. Mai 2024).

## Naturdenkmale
| Nr.         | Bezeichnung   | Lage                          | Beschreibung | Bild                                    |
| ----------- | ------------- | ----------------------------- | ------------ | --------------------------------------- |
| ND-7340-176 | Luitpoldlinde | Lindenstraße, bei Nr. 10 Lage | Tilia sp.    | Direkt Bild zu diesem Denkmal hochladen |